# Dasypteroma thaumasia
Dasypteroma thaumasia är en fjärilsart som beskrevs av Otto Staudinger 1892. Dasypteroma thaumasia ingår i släktet Dasypteroma och familjen mätare. Inga underarter finns listade i Catalogue of Life.